# Les Églisottes-et-Chalaures

Les Églisottes-et-Chalaures este o comună în departamentul Gironde din sud-vestul Franței. În 2009 avea o populație de 2.132 de locuitori.

## Evoluția populației
| An        | 1975  | 1982  | 1990  | 1999  | 2006  | 2009  |
| --------- | ----- | ----- | ----- | ----- | ----- | ----- |
| Populație | 1.863 | 1.791 | 1.731 | 1.883 | 2.103 | 2.132 |